# Bromus madritensis
Bromus madritensis är en gräsart som beskrevs av Carl von Linné. Bromus madritensis ingår i släktet lostor, och familjen gräs. Inga underarter finns listade i Catalogue of Life.

## Bildgalleri

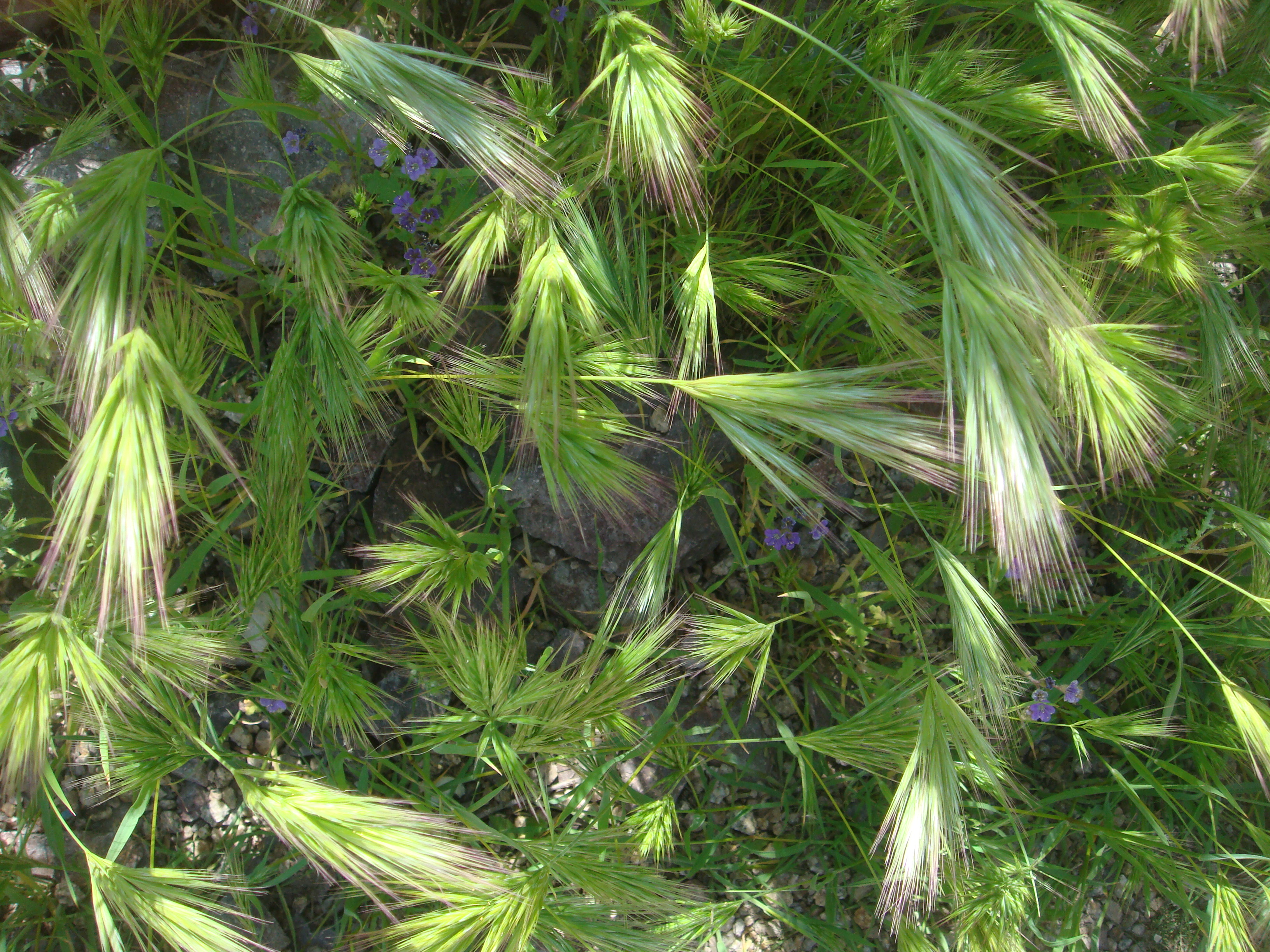
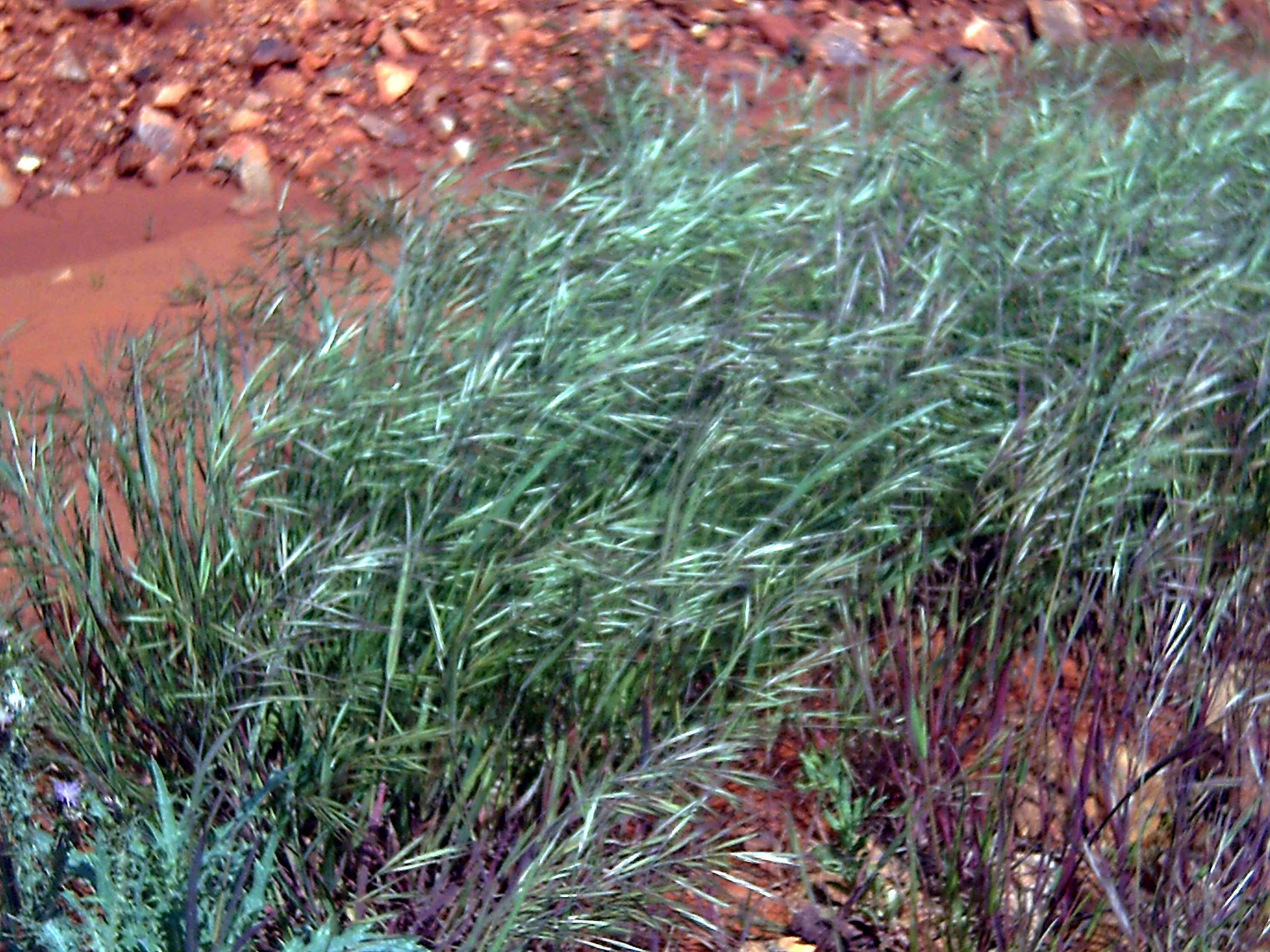
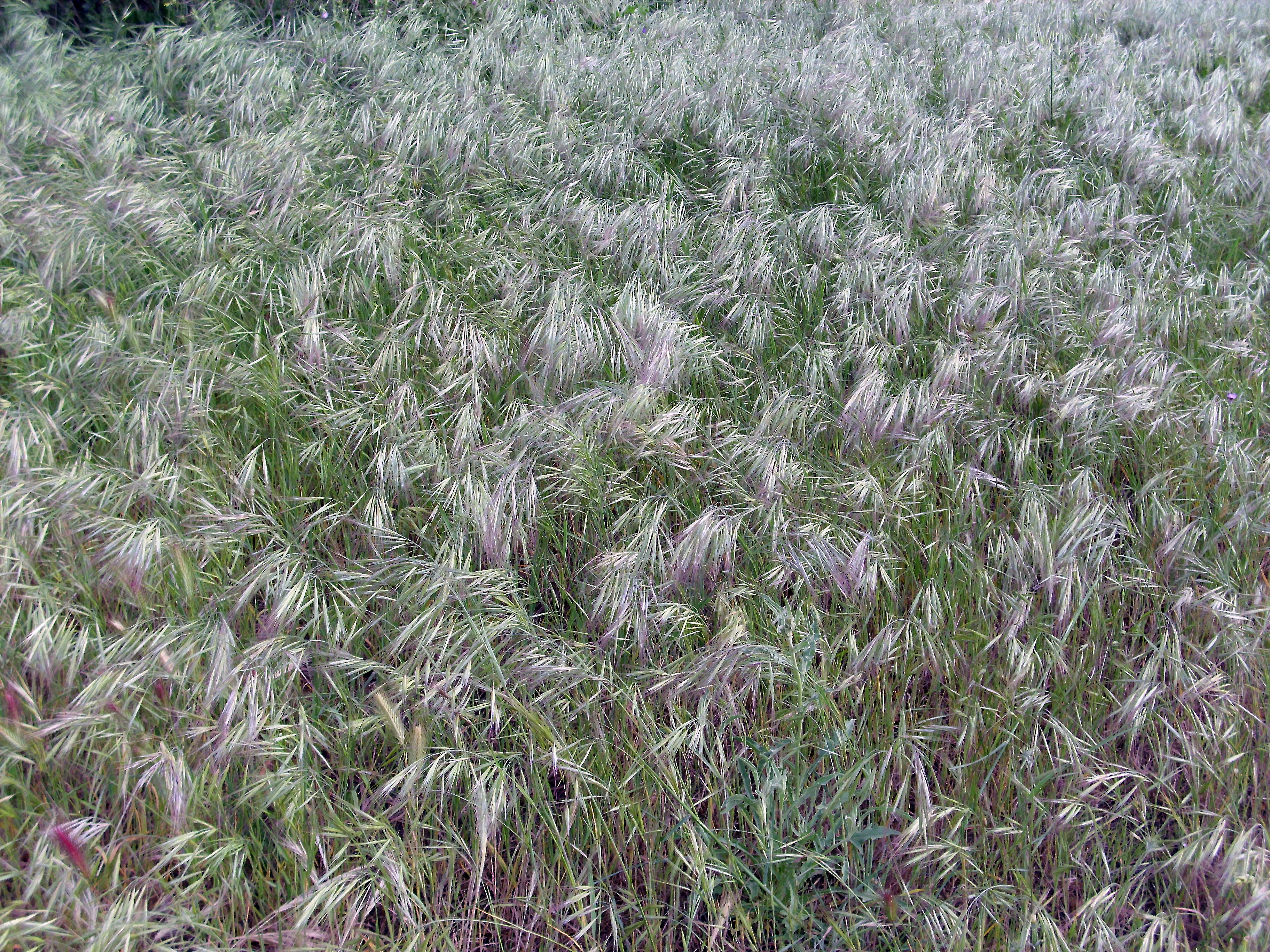
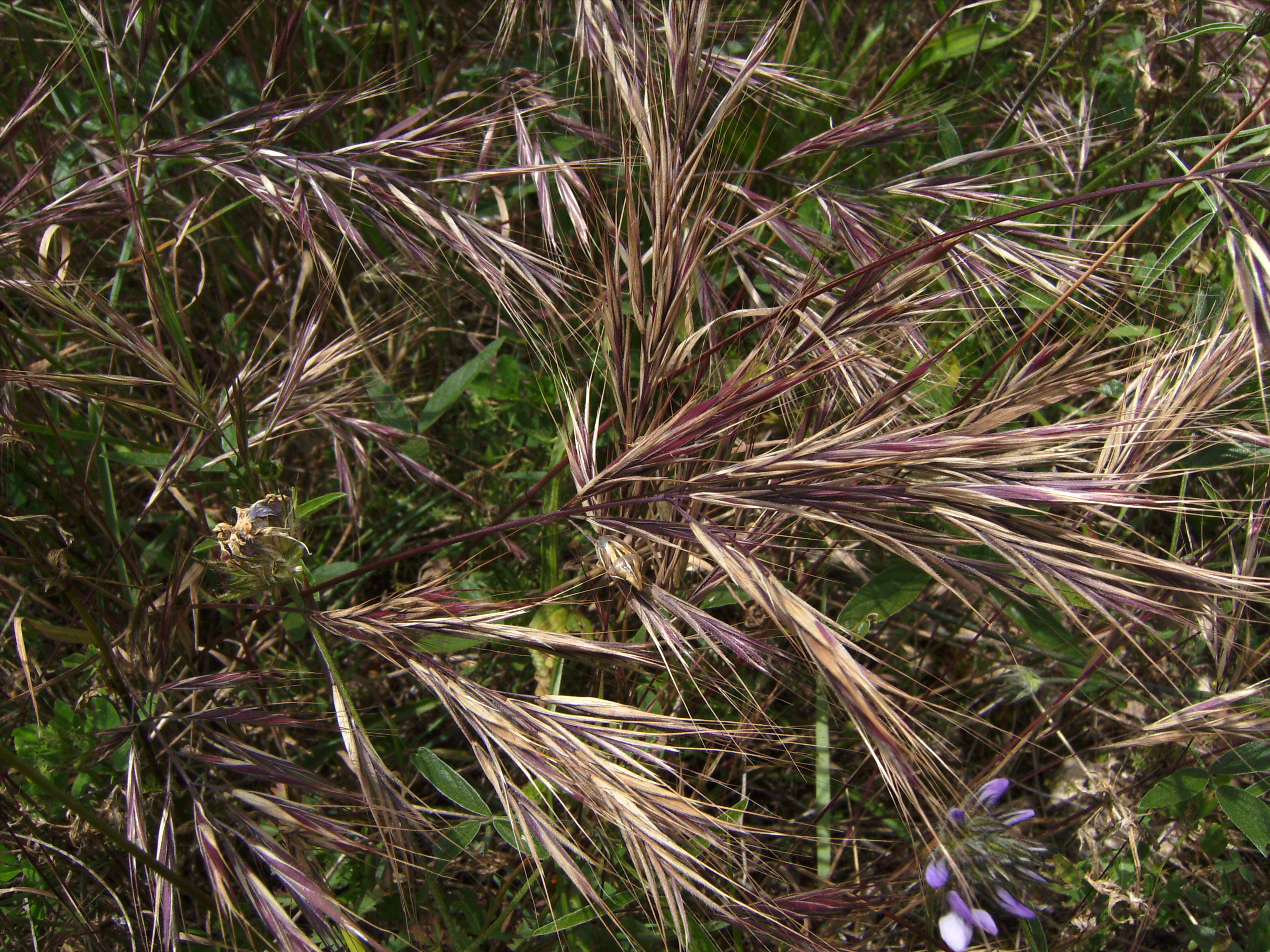
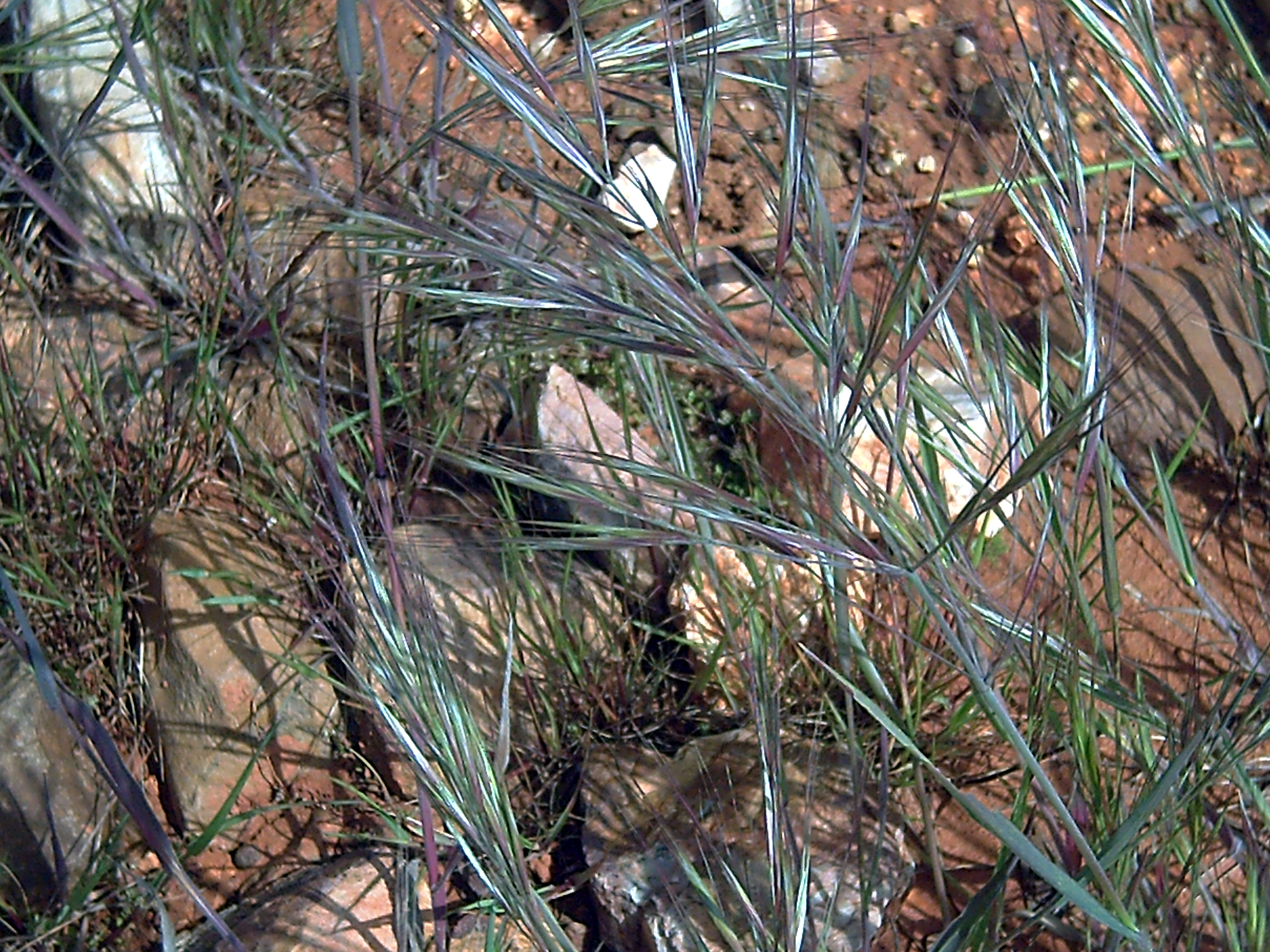